# Югуртинська війна
Югуртинська війна (лат. Bellum Iugurthinum) — збройний конфлікт Стародавнього Риму з нумідійським царем Югуртою, що тривав протягом 112 р. до н. е. — 105 р. до н. е. Найглибше і найдокладніше війну та її хід описав римський історик Саллюстій у своєму творі «Югуртинська війна».

## Передумови

Карта Нумідії у 112-105 рр.до н. е. і головні битви війни

У 118 році до н. е., після смерті сина царя Нумідійського царства Масинісс — Міціпси, між його синами Гіемпсалом, Адгербалом і всиновленим сином Югуртою точилась боротьба за землі. Останній був добре відомий та шанований у колах римської аристократії, оскільки брав участь у взятті Карфагена та був на чолі нумідійської кінноти у війні з Іспанією.
«Ибо, даже если не говорить о твоих других ценных и выдающихся качествах, ты, совсем недавно возвратившись из-под Нуманции, прославил меня и мое царствование и доблестью своей сделал римлян, наших друзей, нашими величайшими друзьями. В Испании славе нашего рода придан новый блеск. Словом, — и это самое трудное для людей — ты славой своей одолел зависть»
Рим, виступаючи гарантом виконання заповіту Міціпси, розділив більш менш справедливо всю нумідійську територію між його синами, проте Югурта залишився не задоволеним і потребував більшої влади. Спочатку він підступно вбив Гіемпсала та захопив його території, а згодом почав гнобити й кордони земель Адгербала. Останній звернувся до Риму по справедливість, проте Югурта заздалегідь підкупив більшість сенаторів, щоб ті відмовили. 112 року до н. е. Югурта захоплює столицю царства — Цирту, вбиває брата та віддає наказ вбити всіх повнолітніх чоловіків міста, у тому числі й італіків, які переважно були купцями. Невдоволені римляни, підбурені талановитим сенаторським оратором Гаєм Меммієм, змушують сенат оголосити війну Югурті.

## Хід війни

### Початок військових дій

#### Командування Луція Кальпурнія Бестія
На чолі римського війська до Африки відправився Луций Кальпурній Бестія разом з Марком Емілієм Скавром. Захопивши декілька міст, вони уклали мирний договір з Югуртою на умовах виплати великої контрибуції.

#### Командування Спурія Постумія Альбіна
Проте така ситуація зовсім не влаштувала народ і членів сенату, що не відносились до знаті. Тож у 110 році до н. е. війна відновлюється і на чолі армії стає Спурій Постумій Альбін, який намагається викликати на бій постійного тікаючого та тягнучого хід війни Югурту. Поїхавши до Риму на виборчі коміції, Спурій залишає головнокомандувачем свого брата Авла Постумія Альбіна, чий табір вночі було захоплено нумідійським військом. Римляни мусили капітулювати. 109 року до н. е. Югурта укладає з переможеними новий мирний договір, проте вже на його умовах, які були надзвичайно принизливими для римської армії. Військо мало пройти «під ярмом» та звільнити територію Нумідії протягом 10 днів.

### Основний перебіг війни

#### Командування Квінта Цецилія Метелла
Приниження римської армії викликало дике обурення плебсу проти знаті, тож сенату довелося постановити продовження війни.
«Когда об этом узнали в Риме, граждан охватили страх и скорбь; одни печалились о славе Римской державы, другие, незнакомые с военным делом, боялись за свою свободу; Авлом возмущались все, а больше всего те, кто уже не раз прославился на войне, за то, что он, будучи при оружии, искал спасения в позоре, а не в бою»
Альбін був відсторонений від управління військом і вже у 109 році до н. е. на його чолі став Квінт Цецилій Метелл, який мав славу досвідченого полководця, сміливої та головне, непідкупної людини. Набравши нову армію, Метелл, разом із собою до Африки в ролі помічника бере Гая Марія — бійця, що піднявся з простого люду і був активним противником римської знаті. Гаю Марію вдалося відновити боєздатність покинутих Альбіном римських легіонів і вже навесні 109 року до н. е. вони знов рушили до Нумідії. Вівши вдалу військову кампанію, Метелл і Гай Марій захопили стратегічно важливе м. Вагу, потім нанесли нумідійцям нищівної поразки на річці Мутул, розбили їх біля м.Зама та загнали Югурту до м. Тала.
У 107 році до н. е. сенат продовжив повноваження Метелла ще на один рік, але це рішення було оскаржено популярами, які за підтримкою вершників виставили кандидатом у консули Гая Марія. Здобувши своїми палкими промовами прихильність серед плебеїв, він вимагає передачу командування Югуртинською війною з рук Метелла до своїх.

Цар Мавританії — Бокх I

Тим часом Метелл захоплює фортецю, де переховувався Югурта, тож останній разом із синами, рятуючись втечею, перетнув кордони Мавританії, де згодом звернувся за підтримкою до тамтешнього царя і свого тестя — Бокха. Римський головнокомандувач вів перемовини з мавританським царем, намагаючись схилити його на свій бік, коли дізнався про своє зміщення з посади. Ображений таким рішенням сенату і народу, Метелл вирішив покинути Нумідію ще до прибуття нового консула — Гая Марія.

#### Командування Гая Марія
Збираючись до Африки, Гай Марій, за допомогою сенатських коштів, збирає численне військо, а по прибутті до Нумідії об'єднує нову армію зі старими легіонами. Просуваючись на південний захід країни, Гай Марій захопив дві фортеці та спалив велике м. Капсу, тим самим здобувши собі ще більшу славу
«Все поступки его, даже не очень осмотрительные, приписывались его доблести. Солдаты, к которым он относился не слишком строго и которые разбогатели, превозносили его до небес, нумидийцы боялись его больше, чем боятся простого смертного, наконец, все, и союзники и враги, верили, что либо он наделен божественным умом, либо все его действия выражают волю богов»
Проте у 106 році до н. е., Гай Марій ледь не зазнав поразки від об'єднаного війська Югурти та Бокха. Його війську вдалося врятуватися лише завдяки тогочасному квестору — Луцію Корнелію Суллі, який був знатним та хоробрим офіцером та якраз прибув до Африки на допомогу головнокомандувачу.
Розбивши нумідійців ще раз під Циртою, до Гая Марія були надіслані мавританські посли, які принесли згоду царя Бокха на видачу Югурти римлянам, за великі поступки з боку Марія. Зокрема за підписання миру з Римом та частину нумідійських земель. 105 року до н. е. , Сулла, що був представником Риму, прибув до назначеного Бокхом місця, де йому був переданий, схоплений разом із синами, Югурта. Згодом Сулла доставив полоненого нумідійця Гаю Марію.

### Завершення війни
1 січня 104 року до н. е. Гай Марій з тріумфом з'являється у Римі. Югурта був ув'язнений до підземної камери Мамертинської в'язниці, де того ж дня був задушений як ворог римського народу.

## Наслідки
Нумідія була розділена на дві частини: західна стала належати мавританському царю Бокху, а східна була передана братові Югурти — Гауде. Чи були які-небудь африканські провінції приєднані до Риму достеменно невідомо.
Гай Марій був назначений консулом у Галії на 103 рік до н. е. Там на той час склалося надзвичайно небезпечний стан: дві римські армії були майже знищені галлами на нижній течії р. Рони. Одночасно римлянам довелось вести війну на півночі з кельтськими і германськими полчищами кімврів і тевтонів. У битвах коло Аквілеї (113 до н.е.) і Араузіона (105 до н.е.) римляни зазнали поразок. У останній битві загинуло близько 80 тис. римських воїнів. Подальше ведення війни знову доручили Гаю Марію.

### Реформа Гая Марія

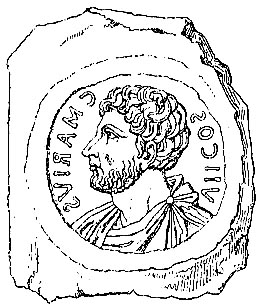
Гай Марій

Першочергово Гай Марій розпочав реформу збройних сил (106—105 рр. до н. е.). Марій скасував попередній принцип комплектування легіонів, коли в армії могли служити лише громадяни, які мали земельну власність. Надалі вона повинна була комплектуватися лише на добровільних засадах, незалежно від майнового цензу, тобто вперше до армії могли потрапити всі охочі — пролетарі, котрих було в державі дуже багато. Брали до уваги лише громадянство і придатність до військової служби. Оскільки воїни і офіцери одержували певну платню, озброєння, обмундирування і харчування, вони не були обтяжені турботою про своє господарство або сім'ї. Строк служби становив 16 років. Після цього воїни могли йти у відставку і наділялись землею. Так формувалося постійне професійне та добре навчене військо.
Також було дещо змінено структуру війська. Основною бойовою одиницею залишався легіон, який поділявся на десять когорт. Когорта складалася з трьох маніпулів, маніпул — з двох центурій. У когорті було 500 або 600 осіб, отже, в легіоні — 5-6 тис. У кожній когорті були свої маніпули гастатів, принципів і тріаріїв. І озброєння, і місце в строю визначалися командирами, а не за майновим цензом. Кожний легіон мав свого срібного орла, номер і назву. В армії була встановлена жорстка дисципліна, солдати мусили постійно навчатися, працювати в таборі, прокладати дороги та споруджувати укріплення.

#### Результат реформи
Окрім створення постійної професійної римської армії, реформа мала і значні політичні наслідки. Якщо раніше воїни прагнули якнайшвидше повернутись з військових походів додому, до господарства, сім'ї, то маріанські воїни перетворились у солдат-професіоналів, інтереси котрих були цілком пов'язані з армією. Вони прагнули нових походів, воєн, які обіцяли їм здобич і збагачення. Змінились і відносини між полководцем та військом, яке самовіддано служило обдарованим, хоробрим командирам у переможних битвах.
Перехід до системи добровільної професійної армії немало сприяв виникненню громадянських воєн наступного періоду, наклав певний відбиток на весь хід внутрішньої боротьби періоду республіки. З реформованою армією Марій 102 до н.е. розбив тевтонів, а в 101 до н.е. у грандіозній битві коло Варцелл у Північній Італії — майже повністю знищив близько 70-тисячну армію кімврів. Марій досяг у державі великої влади і популярності. Всупереч тодішнім законам упродовж восьми років його 6 разів обирали консулом. Це був один з перших кроків до встановлення довготривалої військової диктатури. Військова реформа Марія сприяла перетворенню армії в серйозну політичну силу.